# Молдова на зимних Олимпийских играх 2006
Молдова принимала участие в Зимних Олимпийских играх 2006 года в Турине (Италия) в четвёртый раз за свою историю, но не завоевала ни одной медали. Сборную страны представляли 3 мужчин и 4 женщины в 3 видах спорта.

## Результаты соревнований

### Биатлон
Мужчины
| Спортсмены         | Соревнование         | Стрельба     | Результат    | Отставание   | Место        |
| ------------------ | -------------------- | ------------ | ------------ | ------------ | ------------ |
| Михаил Грибушенков | Спринт               | 2 (1+1)      | 32:17.6      | +5:10.9      | 81           |
| Михаил Грибушенков | Индивидуальная гонка | Не стартовал | Не стартовал | Не стартовал | Не стартовал |

Женщины
| Спортсмены         | Соревнование         | Стрельба    | Результат | Отставание | Место |
| ------------------ | -------------------- | ----------- | --------- | ---------- | ----- |
| Наталья Левченкова | Спринт               | 1 (0+1)     | 24:34.2   | +2:02.8    | 41    |
| Елена Горохова     | Спринт               | 2 (0+2)     | 26:23.9   | +3:52.5    | 68    |
| Валентина Чурина   | Спринт               | 4 (2+2)     | 30:04.2   | +7:32.8    | 81    |
| Наталья Левченкова | Гонка преследования  | 1 (0+0+0+1) | 41:36.1   | +4:52.5    | 23    |
| Наталья Левченкова | Индивидуальная гонка | 2 (0+2+0+0) | 52:11.7   | +2:47.6    | 8     |
| Наталья Левченкова | Масс-старт           | 2 (1+1+0+0) | 44:21.8   | +3:45.3    | 21    |

### Лыжные виды спорта

#### Лыжные гонки
Мужчины
| Спортсмены | Соревнование | Квалификация | Квалификация | Квалификация | Четвертьфинал       | Четвертьфинал       | Четвертьфинал       | Полуфинал           | Полуфинал           | Полуфинал           | Финал               | Финал               | Финал               | Итоговое место |
| Спортсмены | Соревнование | Результат    | Отставание   | Место        | Результат           | Отставание          | Место               | Результат           | Отставание          | Место               | Результат           | Отставание          | Место               | Итоговое место |
| ---------- | ------------ | ------------ | ------------ | ------------ | ------------------- | ------------------- | ------------------- | ------------------- | ------------------- | ------------------- | ------------------- | ------------------- | ------------------- | -------------- |
| Илья Брия  | Спринт       | 2:42.30      | +29.77       | 77           | Не квалифицировался | Не квалифицировался | Не квалифицировался | Не квалифицировался | Не квалифицировался | Не квалифицировался | Не квалифицировался | Не квалифицировался | Не квалифицировался | 77             |

Женщины
| Спортсмены     | Соревнование | Квалификация | Квалификация | Квалификация | Четвертьфинал        | Четвертьфинал        | Четвертьфинал        | Полуфинал            | Полуфинал            | Полуфинал            | Финал                | Финал                | Финал                | Итоговое место |
| Спортсмены     | Соревнование | Результат    | Отставание   | Место        | Результат            | Отставание           | Место                | Результат            | Отставание           | Место                | Результат            | Отставание           | Место                | Итоговое место |
| -------------- | ------------ | ------------ | ------------ | ------------ | -------------------- | -------------------- | -------------------- | -------------------- | -------------------- | -------------------- | -------------------- | -------------------- | -------------------- | -------------- |
| Елена Горохова | Спринт       | 2:31.61      | +19.16       | 62           | Не квалифицировалась | Не квалифицировалась | Не квалифицировалась | Не квалифицировалась | Не квалифицировалась | Не квалифицировалась | Не квалифицировалась | Не квалифицировалась | Не квалифицировалась | 62             |

### Санный спорт
Мужчины
| Спортсмен      | Соревнование | 1 заезд   | 1 заезд    | 1 заезд | 2 заезд   | 2 заезд    | 2 заезд | 3 заезд   | 3 заезд    | 3 заезд | 4 заезд   | 4 заезд    | 4 заезд | Итоговый результат | Отставание | Итоговое место |
| Спортсмен      | Соревнование | Результат | Отставание | Место   | Результат | Отставание | Место   | Результат | Отставание | Место   | Результат | Отставание | Место   | Итоговый результат | Отставание | Итоговое место |
| -------------- | ------------ | --------- | ---------- | ------- | --------- | ---------- | ------- | --------- | ---------- | ------- | --------- | ---------- | ------- | ------------------ | ---------- | -------------- |
| Богдан Маковей | Одиночки     | 55.681    | +3.963     | 35      | 55.101    | +3.687     | 33      | 54.005    | +2.575     | 32      | 53.599    | +2.073     | 32      | 3:38.386           | +12.298    | 30             |